# HD 120759
HD 120759，又名CD-3110706，SAO 204922、HR 5212，是一颗恒星，视星等为6.12，位于銀經317.74，銀緯29.5，其B1900.0坐标为赤經13h 46m 16.5s，赤緯-31° 29.5′ 23″。